# Massimo Dallamano
Pour les articles homonymes, voir Dallamano.
Massimo Dallamano est un directeur de la photographie et un réalisateur de cinéma italien, né le 17 avril 1917 à Milan et mort le 14 novembre 1976 à Rome.

## Biographie
Dallamano fréquente le Centro sperimentale di cinematografia de 1940 à 1942 et travaille ensuite comme cadreur pour des courts métrages et des documentaires. En 1945, il est à Piazzale Loreto à Milan avec le réalisateur Gianni Vernuccio, et il lui est donné l'occasion de filmer le cadavre de Benito Mussolini, avec Petacci et les autres hiérarques filmés à Dongo. Après la guerre, Dallamano entre dans le monde du cinéma en tant que chef opérateur et, à ce titre, il participe aux deux premiers westerns spaghetti de Sergio Leone, Pour une poignée de dollars et Et pour quelques dollars de plus, sous le pseudonyme de Jack Dalmas,.
Il a fait ses débuts de réalisateur en 1968, en réalisant le western spaghetti Bandidos. Il réalise ensuite Le tueur frappe trois fois et Le Dépravé, puis en 1969, il tourne Vénus en fourrure, un film fortement censuré qui ne sortira en Italie qu'en 1973, sous le titre Venere nuda, pour être finalement largement coupé et ressorti sous le titre Le malizie di Venere. Après ce film, Dallamano a tourné son célèbre giallo Mais... qu'avez vous fait à Solange ? dont l'action se déroule à Londres. Mais... qu'avez vous fait à Solange ? est le premier volet d'une série de films vaguement liés entre eux, la trilogie des Lycéennes en péril, une série de films sur les émois sexuels de lycéennes qui se font ensuite assassiner. Le film suivant de Dallamano dans la trilogie des lycéennes en péril est La Lame infernale, aux thèmes similaires. Le troisième et dernier film de la trilogie, Énigme rouge ne sera pas réalisé par Dallamano mais par Alberto Negrin.
Dans la capitale anglaise, il tourne également le poliziottesco Piège pour un tueur, puis réalise deux drames érotiques, La Belle et le Puceau et Annie ou la Fin de l'innocence. En 1975, il réalise Émilie, l'enfant des ténèbres, puis l'année suivante Section de choc, qui est son dernier film. Dallamano est mort dans un accident de voiture à la fin du tournage du film : il avait 59 ans.

## Filmographie

### Comme directeur de la photographie
- 1946 : Inquietudine
- 1946 : Richiamo dell'Alpe splendente
- 1948 : Uomini senza domani
- 1951 : I due sergenti
- 1952 : Masri fi Lubnan
- 1952 : La favorita
- 1952 : Le Chevalier des croisades (La leggenda di Genoveffa) d'Arthur Maria Rabenalt
- 1953 : Le Bourreau de Venise (I piombi di Venezia)
- 1954 : Un émule de Cartouche (Le avventure di Cartouche)
- 1954 : Le Mystère de la jungle noire (I misteri della giungla nera)
- 1954 : Le Tigre de Malaisie (La vendetta dei Tughs)
- 1957 : Questo nostro mondo
- 1959 : Les Nuits de Lucrèce Borgia (Le notti di Lucrezia Borgia)
- 1959 : Erode il grande
- 1959 : Tierra mágica
- 1959 : La peccatrice del deserto
- 1960 : Le chat miaulera trois fois (A noi piace freddo...!)
- 1960 : Les Cosaques (I cosacchi)
- 1960 : L'Homme aux cent visages (Il mattatore)
- 1961 : Nefertiti, reine du Nil (Nefertiti, regina del Nilo)
- 1961 : Les Nuits d'Amérique (America di notte)
- 1962 : Constantin le grand (Costantino il grande)
- 1962 : Ponce Pilate (Ponzio Pilato)
- 1962 : Copacabana Palace
- 1962 : Le Fils de Tarass Boulba (Taras Bulba il cosacco) de Henri Zaphiratos
- 1963 : Le città proibite
- 1963 : Les Nuits nues (Notti nude)
- 1963 : Duel au Texas (Duello nel Texas)
- 1963 : Los Tarantos
- 1964 : Le Désir (Donde tú estés) de Germán Lorente
- 1964 : Pour une poignée de dollars (Per un pugno di dollari)
- 1964 : Mon colt fait la loi (Le pistole non discutono)
- 1965 : Buffalo Bill, le héros du Far-West (Buffalo Bill, l'eroe del far west)
- 1965 : Et pour quelques dollars de plus (Per qualche dollaro in più)
- 1966 : Delitto d'amore
- 1966 : On a volé la Joconde (Il ladro della Gioconda)

### Comme réalisateur
- 1959 : Tierra mágica (documentaire)
- 1967 : Bandidos
- 1968 : Le tueur frappe trois fois (La morte non ha sesso)
- 1969 : Vénus en fourrure (Le malizie di Venere)
- 1970 : Le Dépravé (Il dio chiamato Dorian)
- 1972 : Mais... qu'avez vous fait à Solange ? (Cosa avete fatto a Solange?)
- 1973 : Piège pour un tueur (Si può essere più bastardi dell'ispettore Cliff?)
- 1974 : La Lame infernale (La polizia chiede aiuto)
- 1974 : La Belle et le Puceau (Innocenza e turbamento)
- 1975 : Émilie, l'enfant des ténèbres (Il medaglione insanguinato)
- 1976 : Annie ou la Fin de l'innocence (La fine dell'innocenza)
- 1976 : Section de choc (Quelli della calibro 38)

### Vidéographie
- (en) [vidéo][Blu ray] « Innocence Lost », 2015, Arrow Films